# ニョッキン7+th
ニョッキン7+th（ニョッキンセブン・プラス）は、岡山放送（OHK）で2010年4月16日から、毎週金曜日19:00～19:54 (JST) に放送されていた岡山県・香川県ローカルの情報番組。

## 概要
2001年4月 - 2010年3月まで同時間帯で放送されていた『ニョッキン7』を放送開始10年目を機に改題リニューアルした。
基本コンセプトは『ニョッキン7』時代と同様、岡山・香川の特定エリアの隠れた情報を東京や大阪などからの有名人の目でぶらり歩きしながら取り上げ、エリアの良さを再認識しようというもので、毎週ナビゲーターとゲストの有名人が、岡山・香川の特定地域をぶらり散策するといった内容である。前番組と同様に毎回ナビゲーターがゲストにいじられるという構図があるため、情報番組というよりはバラエティとしての印象が強い。また、ナビゲーターである高橋圭子アナのゲストに対する天然ボケな発言も番組の特徴となっている。
全編ハイビジョン制作で、2011年7月までアナログ放送では16:9レターボックス形式での放送となる。
EPGなどで表示される放送回数は放送開始当初は『ニョッキン7+th』開始後の放送回数であったが、2010年7月からは『ニョッキン7』（323回放送）からの通算放送回数に改められている。
2010年9月3日放送分は番組初の生放送を実施。
2011年4月で前番組の『ニョッキン7』の放送開始から10周年を迎えるのを記念して、2011年1月2日の14:15～15:15に10周年SPを放送。『ニョッキン7』からの歴代アナ3人（安藤久美子、魚住咲恵、高橋圭子）とゲストがバスで岡山・香川を縦断し、もう一度行きたい店などを訪問した。1月14日の本放送では、10周年SPの舞台裏を放送。
2011年3月11日放送分は、東日本大震災発生によるFNN報道特別番組の放送により休止となったため、普段再放送枠となっている3月16日（水）24:45～25:50に本放送をした。
2011年4月15日放送分から「ニョッキンピープル」に代わりキムチとライスの草薙祐輔がリポーターとして出演する「突撃!!B級グルメン」という新コーナーが始まった。主に西日本エリアのB級グルメを探すコーナーで、本番組の性質上（ローカル番組の上、系列他局などにネットされていないため）草薙が「岡山放送のニョッキン7+thという番組なんですけど…」と必ず取材先に言うのがお約束となっている。また、取材OKを知らせる際にしらじらしくやるのも演出となっている。
2011年11月すべてと12月2日はバレーボールワールドカップ中継のため休止。
2011年11月26日と12月3日の10:30～10:45に2週連続で「ニョッキン7のぞき見プラス」が放送された。
2012年3月16日放送で終了。ニョッキンシリーズは4月7日16:00 - 17:00から『ニョッキンのつきイチ』に引き継がれる（タイトルの通り月1回の放送で毎月第1土曜の放送）。進行役も高橋アナに代わって淵本恭子アナと神谷文乃アナの2人となる。移動後の金曜19時枠は情報番組『金曜G7』が放送されており、高橋アナも進行役の1人として出演している。

## 放送時間
本放送
- 金曜 19:00 - 19:54

※同時間帯にフジテレビで放送の『ペケ×ポン』は土曜16:00 - 17:00に遅れネットで放送。

※フジテレビで特番が放送されているときでも、19:57から短縮・飛び乗り放送されることもある（2月や5月、11月といった改編期・年末年始時期以外に限られる）。ただし、プロ野球中継などで19時台が臨時にネットワークセールス枠となる場合は休止して19:00からフジテレビ同時ネットとしていた。
再放送
- 木曜 1:10 - 2:10（水曜深夜、5日遅れ）

※再放送は、本放送の54分ではないが、番組内に挿入されているCM時間で放送時間を調整していて、番組の内容は一緒である。
再放送（過去）
- 木曜 0:35 - 1:35（水曜深夜、5日遅れ）
- 土曜 9:55 - 10:45（8日遅れ）
- 木曜 0:45 - 1:45（水曜深夜、5日遅れ）
- 木曜 0:45 - 1:50（水曜深夜、5日遅れ）
- 木曜 1:00 - 2:05（水曜深夜、5日遅れ）
- 木曜 1:00 - 2:00（水曜深夜、5日遅れ）

## これまで登場したゲスト
ニョッキン7時代にゲストで出演した有名人が多く出演している。
※◎・・・複数回ゲスト出演、●・・・ニョッキン7にもゲスト出演
（50音順）
- 浅香唯
- 安達祐実
- 阿藤快●
- アンガールズ●
- 安藤久美子（「ニョッキン7」初代ナビゲーター）
- 石井正則
- 石田純一●
- 石田靖◎●
- 石原良純●
- 磯野貴理
- 今井雅之
- 上原美優
- 魚住咲恵（「ニョッキン7」2代目ナビゲーター）
- 梅沢富美男●
- 大場久美子
- COWCOW●
- 金子貴俊●
- 狩野英孝
- 麒麟●
- 香田晋●
- 国生さゆり◎●
- 小島よしお
- 京本政樹●
- クワバタオハラ
- 坂本ちゃん●
- 佐藤弘道◎●
- 島田秀平
- 清水ミチコ
- 照英◎●
- 神保悟志
- 杉浦太陽◎●
- 隅田美保(アジアン）
- だいたひかる
- 髙田万由子
- 武田修宏
- Wコロン
- 千原せいじ（千原兄弟）
- 辻本茂雄●
- つるの剛士
- ナイツ
- 内藤大助
- 中尾彬（「ニョッキン7」ではゲストとして最多出演回数を誇り、「ニョッキン7+th」でも第1回目のゲストでもあった）◎●
- 中澤裕子
- 奈美悦子
- 野々村真●
- ハイキングウォーキング◎
- 波田陽区◎●
- はなわ●
- パパイヤ鈴木●
- 原口あきまさ●
- パンクブーブー
- 髭男爵
- 彦摩呂◎●
- 深沢邦之（Take2）◎●
- ペナルティ◎●
- 北陽●
- 堀ちえみ
- 前田美波里●
- 松本明子
- 峰竜太◎
- 室井佑月
- 山本太郎
- U字工事
- 渡辺徹◎●

## 出演者
- 高橋圭子（OHKアナウンサー、ナビゲーター、ナレーション（オープニング以外）も兼務）
- 上岡元（OHKアナウンサー、オープニングナレーション担当）

## テーマ曲
- 竹内まりや『今夜はHearty Party』

オープニングやCM前ジングル、番宣CMではイントロを編集したものを、エンディングではそのままBGMとして流している。